# Les Cinq Éclaireurs
Pour plus de détails, voir Fiche technique et Distribution.
Les Cinq Éclaireurs (五人の斥候兵, Gonin no sekkōhei) est un film japonais réalisé par Tomotaka Tasaka, sorti en 1938.
Il a comme sujet la guerre sino-japonaise et a été produit par le studio Tamagawa de la Nikkatsu. Il reçoit le prix du Ministère de la Culture populaire à la Mostra de Venise en 1938 et le magazine Kinema Junpō le place en tête de son classement des dix meilleurs films japonais de l'année 1938.
La version originale du film a disparu, mais il existe une version restaurée par la Nikkatsu dans laquelle les génériques d'ouverture et de fin ont été remplacés, ainsi que le logo de la Nikkatsu.

## Synopsis
Pendant la seconde guerre sino-japonaise, le capitaine Okada et son petit bataillon de l’armée japonaise tiennent une base militaire en Chine. Lorsque l’état-major demande à ce qu’une mission de reconnaissance soit envoyée pour observer la résistance sur son terrain, cinq soldats se portent volontaires. Mais cela ne se passera pas comme prévu et les difficultés éprouvées feront naître une perte d’identité chez ces soldats qui ne pourront compter que sur leur fraternité pour survivre.

## Fiche technique
- Titre original : 五人の斥候兵 (Gonin no sekkōhei?)
- Titre français : Les Cinq Éclaireurs[5]
- Titre anglais : Five Scouts[6]
- Réalisation : Tomotaka Tasaka
- Histoire originale : Yashirō Takashige (nom de plume de Tomotaka Tasaka[6])
- Adaptation : Yoshio Aramaki
- Photographie : Saburō Isayama
- Son : Tatsuo Hirabayashi
- Décors : Takashi Matsuyama
- Société de production : Nikkatsu
- Pays d'origine : Empire du Japon
- Langue originale : japonais
- Format : noir et blanc - 1,37:1 - 35 mm - son mono
- Genre : film de guerre
- Durées :
  - version originale : 78 minutes[7] (métrage : 7 bobines - 2 142 m[7])
  - version restaurée du 25 juillet 1968 : 70 minutes[8]
- Dates de sortie :
  - Empire du Japon : 7 janvier 1938[7]
  - États-Unis : 1970[6]

## Distribution
- Isamu Kosugi : capitaine Okada
- Bontarō Miake (ja) : sergent Fujimoto
- Shirō Izome (ja) : caporal Nakamura
- Hikaru Hoshi (ja) : soldat Nagano
- Ichirō Izawa (ja) : soldat Kiguchi
- Toshinosuke Nagao : soldat Endo
- Enji Satō (ja) : médecin militaire
- Haruhiko Nishi : caporal Yasuda
- Mantarō Ushio (ja) : soldat Tanaka

## Distinctions
Sauf indication contraire, les informations mentionnées dans cette section peuvent être confirmées par la base de données cinématographiques IMDb,  présente dans la section « Liens externes ».

### Récompenses
- 1938 : prix du Ministère de la Culture populaire au festival international du film de Venise[2]
- 1939 : le magazine Kinema Junpō classe le film en tête de son classement des dix meilleurs films japonais de l'année 1938[3]

### Sélection
- 1938 : coupe Mussolini du meilleur film à la Mostra de Venise[2]

## Ouvrages connexes
- Tomotaka Takasa, Gonin no sekkōhei, Tokyo, Modan nihonsha, 1938, 166 p.[9]